# 54 Piscium
54 Piscium (abbreviato in 54 Psc) è una stella di sesta magnitudine situata nella costellazione dei Pesci. Classificata come una nana giallo-arancione  (classe spettrale K0 V) è meno massiccia e luminosa del Sole. La stella, relativamente vicina al nostro Sistema solare (è posta infatti a "soli" 36 anni luce dalla Terra), è visibile ad occhio nudo solo in ottime condizioni. 
Si tratta in realtà di un sistema binario, la cui componente secondaria è una nana bruna di 50 masse gioviane, che orbita attorno alla principale a una distanza di circa 476 UA. Inoltre attorno alla componente principale del sistema orbita un pianeta simile a Saturno, scoperto nel 2003. Gli astronomi ritengono che la stella possa essere una variabile.

## Osservazione
Si tratta di una stella situata nell'emisfero celeste boreale; grazie alla sua posizione non fortemente boreale, può essere osservata dalla gran parte delle regioni della Terra, sebbene gli osservatori dell'emisfero nord siano più avvantaggiati. Nei pressi del circolo polare artico appare circumpolare, mentre resta sempre invisibile solo in prossimità dell'Antartide.
La sua magnitudine pari a 5,8 la pone al limite della visibilità ad occhio nudo, pertanto per essere osservata senza l'ausilio di strumenti occorre un cielo limpido e possibilmente senza Luna. Il periodo migliore per la sua osservazione nel cielo serale ricade nei mesi compresi fra agosto e febbraio; da entrambi gli emisferi il periodo di visibilità rimane indicativamente lo stesso, grazie alla posizione della stella non lontana dall'equatore celeste.

## 54 Piscium B

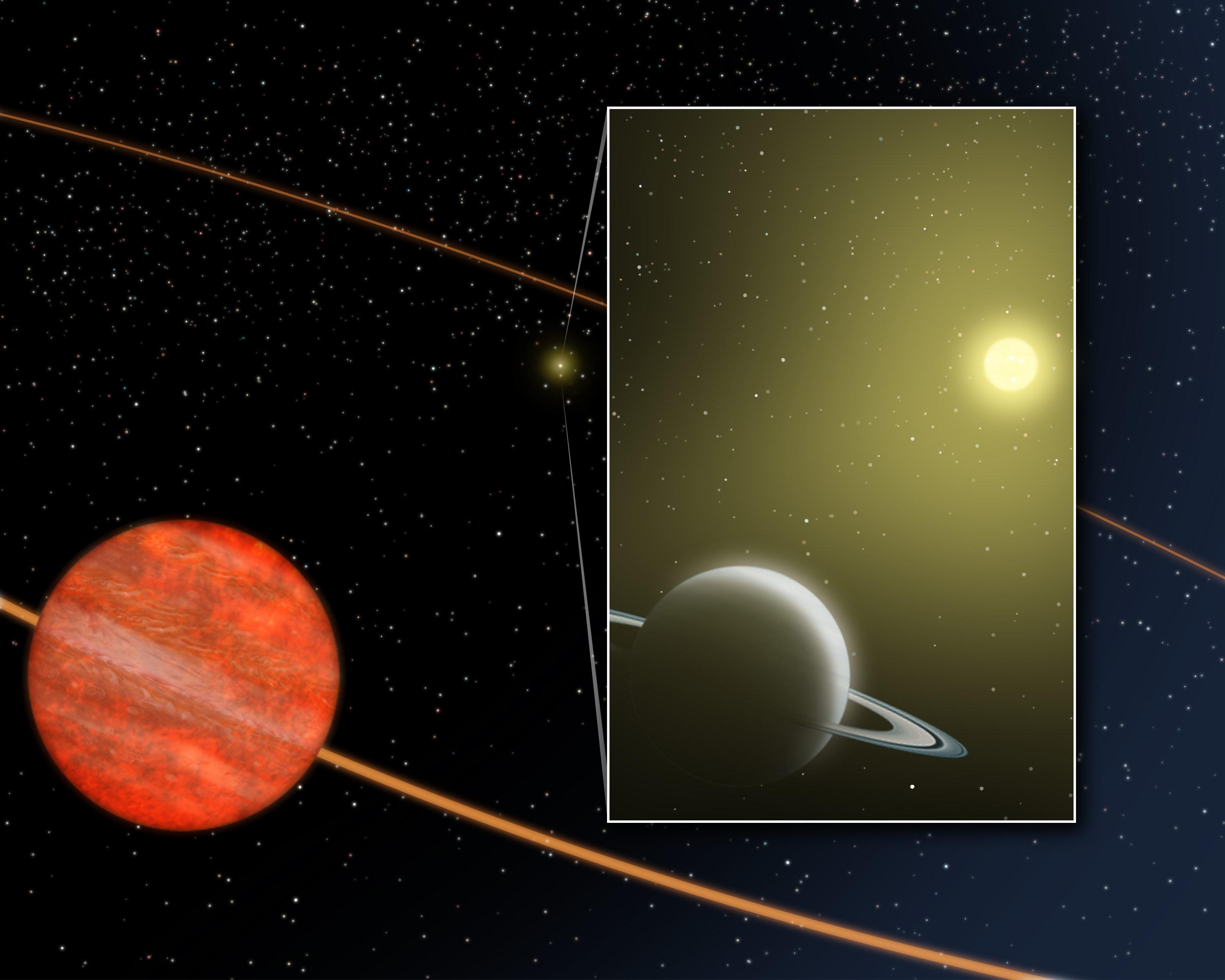
Immagine artistica del sistema con la nana bruna in primo piano.

54 Piscium B è la componente secondaria del sistema, classificata come una nana bruna di classe T, con una massa 50 volte quella di Giove. Tale stella mancata è stata visualizzata dal Telescopio spaziale Spitzer, che ha anche permesso di calcolarne la distanza dalla stella principale, stimata in 500 UA, ed il periodo orbitale, della durata di qualche migliaio di anni.

## Pianeta
Il pianete scoperto, che ha una massa di quasi un quarto di quella di Giove, orbita attorno alla stella in poco più di 62 giorni su un'orbita altamente eccentrica: al perielio si avvicina fino a 0,1 UA alla stella, per poi allontanarsi fino a 0,49 UA quando passa per l'afelio.

### Prospetto sistemi planetari
| Pianeta | Tipo            | Massa    | Periodo orb. | Sem. maggiore | Eccentricità | Incl. orbita | Scoperta |
| ------- | --------------- | -------- | ------------ | ------------- | ------------ | ------------ | -------- |
| b       | Gigante gassoso | 0,228 MJ | 62,25 giorni | 0,295 UA      | 0,645        | 83±56        | 2000     |